# Philereme rhamnata
Philereme rhamnata là một loài bướm đêm trong họ Geometridae.